# Hokianga Harbour
Der Hokianga Harbour, von den Māori Hokianga-nui-o-Kupe genannt, ist ein Naturhafen an der nördlichen Westküste der Nordinsel von Neuseeland. Die Gegend um den Naturhafen wird häufig, obwohl in keiner Karte als solches eingetragen, einfach Hokianga genannt.

## Geographie
Der Hokianga Harbour besteht aus einem ehemaligen Flussbett, das mit dem Anstieg des Meeresspiegels vom Meer her geflutet wurde und unterging. Er liegt am nördlichen Teil der Westküste der Nordinsel im Far North District, rund 35 km südlich von Kaitaia und 85 km nordwestlich von Whangārei. Der weit verzweigte und rund 32 km lange Meeresarm besitzt eine Größe von 11.065 Hektar und ist damit der viertgrößte Naturhafen des Landes. Im Nordosten bildet sich der Hokianga Harbour durch die Zusammenflüsse von Mangamuka River, Orira River und Waihou River. An seiner breitesten Stelle misst das fjordartige Gewässer rund 3,5 km, zur Tasmansee hin etwas über 1 km.
Der Hokianga Harbour liegt eingebettet zwischen bis zu 780 m hohen Bergen, die nahe der Küste beidseitig das Gewässer säumen. Zum Landesinnere hin flachen die Berge schnell ab. Hier gestalten sich die Hügel um eine Höhe von 150 m.
Orte, die direkt am Hokianga Harbour liegen, sind von West nach Ost am nördlichen Ufer:
- Waitapu, Rangi Point, Te Karaka
- Lower Waihou, Panguru, Motuti, Motukauri, Matawhera
- Motukaraka, Rangiora
- Kohukohu

am südlichen Ufer:
- Omapere, Opononi, Pakanae, Koutu, Onoke
- Whirinaki
- Karuhiruhi, Opara, Oue, Rawene
- Ohuri, Papua, Ivydale, Māngungu[3]

Verkehrstechnisch angebunden ist der Hokianga Harbour über den New Zealand State Highway 12, der über Dargaville kommend in Küstennähe nördlich bis Omapere verläuft, um dann ostwärts zunächst parallel zum Meeresarm geführt in der Landesmitte bei Ohaeawai auf den New Zealand State Highway 1 trifft. Zwischen Rawene und Rangiora verbindet eine Autofähre die beiden Ufer des Hokianga Harbour.

## Mythologie und Geschichte
„Hokianga-nui-o-Kupe“ bezeichnet den Hokianga Harbour als den letzten Ort der Abreise von Kupe, dem polynesischen Entdecker Neuseelands. In der Mythologie der Māori verließ Kupe Hawaiki, um einen großen Oktopus zu erlegen. Der brachte ihn nach Neuseeland, wo Kupe ihn schließlich, so eine Überlieferung der Sage, in der Cook Strait tötete. Seine Rückreise nach Hawaiki soll Kupe dann von Hokianga aus angetreten haben, deshalb die maorische Bezeichnung für den Ort, der aber nicht genau bestimmt werden kann.
Die beiden Kanus (Waka), die sich auf Kupes Hinweise auf die Reise nach Neuseeland begaben, waren das erneuerte Kanu Kupes, Mātāwhaorua Waka, nun mit dem Namen Ngātokimātāwhaorua Waka versehen und das Māmari Waka, das das erste Kanu begleitete. In Neuseeland angekommen, siedelten die Crews beider Kanus im Großraum um den Hokianga Harbour. Die Mitglieder des Iwi (Stamm) der Ngāpuhi gelten heute noch als die Nachfahren der beiden Kanus und von Kupe. Neben dem oben beschrieben Namen für den Naturhafen, bezeichnen die Hapū der Gegen ihr Siedlungsgebiet mit „Te Kohanga o Te Tai Tokerau“ (Das Nest der nördlichen Menschen) oder als „Te Puna o Te Ao Marama“ (Der Ursprung des Mondlichts).
Die ersten Europäer erreichen den Hokianga Harbour um 1800. 20 Jahre später wurde der umliegenden Wald ausgebeutet und neuseeländischer Flachs angebaut. Die ersten Missionare kamen ab 1828 und im Februar 1840 lud William Hobson die Chiefs der umliegenden Stämme zur Unterzeichnung des Treaty of Waitangi ein. In den 1870er Jahren kam die Gewinnung von Kauri-Harz als Einnahmequelle hinzu.
Neben Handel, wirtschaftlichen Veränderungen und kulturellen Einflüssen brachten die Europäer auch moderne Waffen mit. Hongi Hika, ein einflussreicher Chief der Ngāpuhi, war einer der ersten Māori-Chiefs, die die neuen Waffen einsetzten, wenn auch anfänglich vergebens. 1810 wurde Hone Heke, ein berühmter Krieger des Stammes in Pakaraka geboren. Er galt später als Initiator und Auslöser des Flagstaff War, bei dem es um Anerkennung und Respekt vor der britischen Krone ging und in einer kriegerischen Auseinandersetzung endete.

## Hokianga Ecological District
Der Hokianga Ecological District hat sein Zentrum im Hokianga Harbour. Der ökologische Distrikt wird als eine Besonderheit beschrieben, in dem sich Salzwiesen mit Mangrove, Frischwasser-Feuchtgebieten, Wäldern, Buschland und vereinzelt Dünenlandschaften abwechseln und zusammen ein einzigartiges Ökosystem darstellen. In dem Gebiet des Hokianga Harbour und seiner weitläufigen Umgebung sind insgesamt 125 Flächen mit einer Größe von zusammen 86.000 Hektar ausgewiesen, von denen 93 Flächen aber eine regionale Bedeutung besitzen.
48,6 % der schutzwürdigen Flächen entfallen auf alle Feuchtgebiete zusammengenommen, 29,5 % auf Wälder, 19 % auf Buschland und 3 % auf Dünenlandschaften. Im Jahr 1994/95 wurde die schutzwürdigen Flächen auf Basis des 1982 geschaffenen Protected Natural Areas Programme (PNAP) als schutzwürdig ausgewiesen. 2004 erstellte das Department of Conservation unter dem gleichen Programm einen neuen Bericht und wies das Gebiet als ein Ecological District aus, der unter geologischen, topographischen, klimatischen und biologischen Gesichtspunkten definiert wird.